# Laurent Lecomte
Laurent Lecomte (né le 2 août 1965 à Paris en France) est un joueur professionnel de hockey sur glace.

## Biographie

### Carrière en club
Laurent Lecomte commence sa carrière de joueur en jouant pour l'équipe sénior du club de l'OHC Viry-Essonne en 1982-1983. Il est alors sacré meilleur espoir de la Nationale A et remporte le trophée Jean-Pierre-Graff du meilleur espoir de la saison,. Il va y jouer jusqu'en 1987, année où le club est relégué en Nationale B et ce malgré la présence des deux meilleurs pointeurs de la saison : Guy Fournier et Alain Rioux.
Il décide alors de jouer dans un autre club de la capitale française et rejoint les Français Volants. Lors de la seconde saison de Lecomte avec les Français Volants, il remporte le titre de champion de France 1988-1989. Il va jouer encore une saison à Paris avant de rejoindre le Hockey Club de Reims et y jouer deux nouvelles saisons.
En 1992, il rejoint les Gothiques d'Amiens pour jouer aux côtés de Patrick Dunn et de Pierre Pousse. Il va jouer toute la fin de sa carrière avec les Gothiques remportant un nouveau titre de champion de France en 1998-1999. Il met fin à sa carrière en 2002 après une dernière saison pour le Hockey Club de Caen en 4e division française.

### Carrière internationale
Il commence sa carrière internationale à quinze ans (au tournoi de Bellinzone), par la suite il dispute deux championnats d'Europe Juniors 16-18 ans et deux championnats du monde juniors 18-20 ans.
Il joue sous le maillot de l'équipe de France séniors lors des championnats du monde de 1985,1986,1987, 1989, 1990 et  1997. Lors des  premières éditions, l'équipe faisait partie du mondial B alors qu'en 1997, elle finit à la dixième place du tournoi du mondial A.

## Statistiques
Pour les significations des abréviations, voir Statistiques du hockey sur glace.

### Statistiques en club
| Saison    | Équipe             | Ligue            |    | Saison régulière | Saison régulière | Saison régulière | Saison régulière | Saison régulière |   | Séries éliminatoires | Séries éliminatoires | Séries éliminatoires | Séries éliminatoires | Séries éliminatoires |
| Saison    | Équipe             | Ligue            | PJ | B                | A                | Pts              | Pun              | PJ               | B | A                    | Pts                  | Pun                  |                      |                      |
| 1982-1983 | OHC Viry-Essonne   | France           |    |                  |                  |                  |                  |                  |   |                      |                      |                      |                      |                      |
| 1983-1984 | OHC Viry-Essonne   | France           |    |                  |                  |                  |                  |                  |   |                      |                      |                      |                      |                      |
| 1984-1985 | OHC Viry-Essonne   | France           |    |                  |                  |                  |                  |                  |   |                      |                      |                      |                      |                      |
| 1985-1986 | OHC Viry-Essonne   | France           |    |                  |                  |                  |                  |                  |   |                      |                      |                      |                      |                      |
| 1986-1987 | OHC Viry-Essonne   | France           |    |                  |                  |                  |                  |                  |   |                      |                      |                      |                      |                      |
| 1987-1988 | Français Volants   | France           |    |                  |                  |                  |                  |                  |   |                      |                      |                      |                      |                      |
| 1988-1989 | Français Volants   | France           | 38 | 21               | 24               | 45               | 24               | 6                | 6 | 5                    | 11                   | 10                   |                      |                      |
| 1989-1990 | Français Volants   | Coupe Européenne |    |                  |                  |                  |                  |                  |   |                      |                      |                      |                      |                      |
| 1989-1990 | Français Volants   | France           | 32 | 19               | 18               | 37               | 43               | 4                | 1 | 1                    | 2                    | 2                    |                      |                      |
| 1990-1991 | HC Reims           | France           | 26 | 13               | 25               | 38               | 20               | 3                | 2 | 4                    | 6                    | 0                    |                      |                      |
| 1991-1992 | HC Reims           | France           | 26 | 12               | 20               | 32               | 26               |                  |   |                      |                      |                      |                      |                      |
| 1992-1993 | Gothiques d'Amiens | France           | 32 | 22               | 19               | 41               | 68               |                  |   |                      |                      |                      |                      |                      |
| 1993-1994 | Gothiques d'Amiens | France           | 20 | 18               | 26               | 44               | 36               | 12               | 2 | 9                    | 11                   | 14                   |                      |                      |
| 1994-1995 | Gothiques d'Amiens | France           | 28 | 11               | 17               | 28               | 18               | 8                | 3 | 6                    | 9                    | 2                    |                      |                      |
| 1995-1996 | Gothiques d'Amiens | France           | 28 | 12               | 17               | 29               | 14               | 12               | 0 | 0                    | 0                    | 10                   |                      |                      |
| 1996-1997 | Gothiques d'Amiens | France           | 30 | 14               | 18               | 32               | 48               | 10               | 8 | 6                    | 14                   | 8                    |                      |                      |
| 1997-1998 | Gothiques d'Amiens | EHL              | 6  | 1                | 0                | 1                | 0                |                  |   |                      |                      |                      |                      |                      |
| 1997-1998 | Gothiques d'Amiens | France           | 41 | 18               | 23               | 41               | 38               |                  |   |                      |                      |                      |                      |                      |
| 1998-1999 | Gothiques d'Amiens | Continental Cup  |    |                  |                  |                  |                  |                  |   |                      |                      |                      |                      |                      |
| 1998-1999 | Gothiques d'Amiens | France           | 45 | 13               | 30               | 43               | 36               |                  |   |                      |                      |                      |                      |                      |
| 1999-2000 | Gothiques d'Amiens | EHL              | 5  | 0                | 0                | 0                | 2                |                  |   |                      |                      |                      |                      |                      |
| 1999-2000 | Gothiques d'Amiens | France           | 40 | 6                | 25               | 31               | 26               |                  |   |                      |                      |                      |                      |                      |
| 2001-2002 | HC Caen            | Division 3       |    |                  |                  |                  |                  |                  |   |                      |                      |                      |                      |                      |

### Statistiques en équipe nationale
| Année | Équipe | Évènement            |   | PJ | B | A | Pts | Pun                        |  | Résultat |
| 1987  | France | Championnat du monde | 1 | 0  | 0 | 0 | 2   | Douzième place             |  |          |
| 1990  | France | Championnat du monde | 5 | 0  | 0 | 0 | 2   | Quatrième place (groupe B) |  |          |
| 1997  | France | Championnat du monde | 8 | 0  | 1 | 1 | 2   | Dixième place              |  |          |